# Wieża Bismarcka w Żarach
Wieża Bismarcka w Żarach (według oficjalnej terminologii Bismarckturm Sorau) – wieża Bismarcka, znajdująca się w Żarach. Obecnie nie jest dostępna do zwiedzania ze względu na dokonywanie licznych dewastacji oraz kradzieże budulca.

## Historia
Budowę żarskiej wieży rozpoczęto 1 kwietnia 1914 roku, co zbiegło się z 99. rocznicą urodzin Bismarcka. Głównymi pomysłodawcami budowy wieży była sekcja Żary Towarzystwa Karkonoskiego (Riesengebirgsverein – Sektion Sorau) oraz Związek Upiększania Miasta Żary (Verschönerungsverein der Stadt Sorau).
Wybuch I wojny światowej wstrzymał budowę, której po jej zakończeniu w 1918 nie wznowiono. Kult Bismarcka zmalał, a trudności ekonomiczne, jakie pojawiły się po zakończeniu konfliktu, poskutkowały całkowitym zakończeniem prac budowlanych. W niedokończonej wieży zostały tylko zamontowane drewniane schody prowadzące na szczyt, które zostały podparte także drewnianymi belkami.
Po zakończeniu II wojny światowej obszary te znalazły się w granicach Polski, a wieża została przekształcona w stały punkt obserwacji przeciwpożarowej. Na jej szczycie w latach 1970. wybudowano drewniane obserwatorium, które ze względów bezpieczeństwa rozebrano w roku 2002.
Swoje obserwacyjne zadanie wieża spełniała do 1980 roku, kiedy to wybudowano nową i wyższą wieżę obserwacyjną. Od tego momentu zabytek zaczął popadać w ruinę. Stał się idealnym miejscem dla złodziei i wandali. Rozkradzione zostały granitowe schody, część fasady oraz taras widokowy. Niemały wpływ na zniszczenia miały także zjawiska meteorologiczne, które przyczyniły się do przegnicia drewnianego obserwatorium.
W pobliżu znajduje się podobny obiekt zwany Wieżą Promnitza.

## Dane techniczne
- wysokość: 25 metrów (w założeniu 42 metry)
- liczba schodów: 214
- wykonanie: granit, cegła, drewno
- koszt: ok. 140 000 marek[1]